# Альц
Альц (нем. Alz) — река в Германии, протекает по Верхней Баварии (земля Бавария). Правый приток реки Инн. Речной индекс 184. Площадь бассейна реки составляет 2238,63 км². Длина реки составляет 63 км.. Уклон реки — 2,51 м/км..

## География
Альц является единственным стоком озера Кимзе. Берёт начало на высоте 518 м в северной части озера в районе коммуны Зеон-Зебрукк. Течёт в северо-восточном направлении. Впадает в Инн в коммуне в Марктль. Высота устья 356 м над уровнем моря.
Крупнейший правый приток — река Траун — впадает в Альц в коммуне Альтенмаркт-ан-дер-Альц. Участок реки выше Альтенмаркта-ан-дер-Альце носит название Верхний Альц (Obere Alz), а ниже — Нижний Альц (Untere Alz).